# Pygoleptura brevicornis
Pygoleptura brevicornis là một loài bọ cánh cứng trong họ Cerambycidae.